# BMW Vision ConnectedDrive
El BMW GINA Light Vision es un estudio de diseño de la empresa BMW, que se presenta de forma oficial el 1 de marzo de 2011 en el salón del automóvil de Ginebra.

## Novedades
Entre las novedades que trae el prototipo cabe destacar la tecnología HUD que muestra avisos de riesgo de choque si el vehículo precedente está demasiado cerca a una determinada velocidad; Car2Car, que detecta la presencia de vehículos fuera de la línea de visión, entre otras funciones.